# قائمة الانتخابات في 2017
تحتوي هذه المقالة على الانتخابات المقرر عقدها في سنة 2017، وهي التشريعية والرئاسية في الدول ذات السيادة ومناطقها ذات الحكم الذاتي، وكذلك الاستفتاءات على المستوى الوطني.

يوجد أسفله قائمة الانتخابات حسب الأشهر.

## عبر الشهور

### يناير
| التاريخ  | الدولة | الانتخابات  | الملاحظات       | النتائج                                                            |
| -------- | ------ | ----------- | --------------- | ------------------------------------------------------------------ |
| 29 يناير | هايتي  | مجلس الشيوخ | الدورة الثانية. | تحصل حزب كالي تيت الهايتي على أغلبية غير مطلقة لمقاعد مجلس الشيوخ. |

### فبراير
| التاريخ   | الدولة                  | الانتخابات               | الملاحظات | النتائج |
| --------- | ----------------------- | ------------------------ | --- | --- |
| 5 فبراير  | ليختنشتاين              | تشريعية                  | | الحزب التقدمي للمواطنين تحصل على 9 مقاعد من جملة 25 مقعد في مجلس النواب بعد تحصله على 35.2% من الأصوات، بينما تحصل الاتحاد الوطني على 33.7% من الأصوات أي 8 مقاعد، وتحصل حزب المستقلين على 18.4% من الأصوات أي 5 مقاعد، وأخيرا حزب قائمة حرة تحصل على 12.6% من الأصوات أي 3 مقاعد في المجلس. |
| 8 فبراير  | الصومال                 | رئاسية                   | انتخابات غير مباشرة من قبل البرلمان الاتحادي بعد الانتخابات التشريعية 2016. | في الدورة الأولى، تحصل الرئيس المنتهية ولايته حسن شيخ محمود (حزب السلام والتنمية) على 88 صوت، يليه محمد عبد الله محمد (تايو) ب72 صوت، ثم شريف شيخ أحمد (تحالف إعادة تحرير الصومال) ب49 صوت، وأخيرا عمر شارماركي (مستقل) ب37 صوتا. في الدورة الثانية، فاز محمد عبد الله محمد (تايو) بالرئاسة بعد تحصله على 185 صوت، أمام حسن شيخ محمود (حزب السلام والتنمية) الذي تحصل على 97 صوت، وأخيرا جاء شريف شيخ أحمد (تحالف إعادة تحرير الصومال) ب45 صوت.                    |
| 12 فبراير | ألمانيا                 | رئاسية                   | انتخابات غير مباشرة (من قبل الجمعية الاتحادية المتكونة من بالتساوي بين نواب البوندستاغ ومندوبي الولايات). | فرانك-فالتر شتاينماير (الحزب الديمقراطي الاجتماعي الألماني ومدعوم من الاتحاد الديمقراطي المسيحي وحزب الاتحاد الاجتماعي المسيحي بولاية بافاريا والحزب الديمقراطي الحر وحزب الخضر الألماني) فاز بالرئاسة ب931 صوت من جملة 1150 صوت، وذلك أمام أربعة مرشحين آخرين. |
| 12 فبراير | سويسرا                  | استفتاءات                | ثلاثة استفتاءات معروضة على الشعب. | كانت نتائج الاستفتاء كالآتي: - الموافقة على الاستفتاء الإجباري الذي يخص تسهيل الحصول على الجنسية لأجانب الجيل الثالث بنسبة 60.41%. - الموافقة على الاستفتاء الإجباري حول إنشاء صندوق مالي للطرق الوطنية وحركة المرور في المدن بنسبة 61.98%. - رفض الاستفتاء الاختياري حول إصلاح الضريبة على الشركات بنسبة 59.07%. |
| 12 فبراير | تركمانستان              | رئاسية                   | لا تعتبر تركمانستان عادة كدولة ديمقراطية. رسميا، هذه الانتخابات هي أول انتخابات تعددية في تاريخ البلاد، وتنهي بذلك نظام حكم الحزب الواحد. في الحقيقة، يعتبر الملاحظون أن بقية الأحزاب هي أحزاب واجهة أنشأها النظام. | فاز الرئيس قربانقلي بردي محمدوف (حزب تركمانستان الديمقراطي) بولاية رئاسية جديدة بعد تحصله على 97.69% من الأصوات. |
| 19 فبراير | الإكوادور               | رئاسية وتشريعية واستفتاء | الدورة الأولى من الانتخابات الرئاسية. لم يترشح الرئيس المنتهية ولايته رفاييل كوريا لولاية جديدة. يقترح الاستفتاء منع الموظفين من الاستثمار في الملاذات الضريبية.                                                    | في الرئاسية، إنتقل للدورة الثانية كل من لينين مورينو (تحالف بايس) بعد تحصله على 39.36% من الأصوات، وكذلك غييرمو لاسو (خلق الفرص) الذي تحصل على 28.09% من الأصوات. في الجمعية الوطنية، تحصل تحالف بايس على 74 مقعد من جملة 137 مقعد في المجلس، يليه حزب خلق الفرص ب34 مقعد، ثم الحزب المسيحي الاجتماعي ب15 مقعد، توزعت بقية المقاعد على خمسة أحزاب أخرى. في الاستفتاء، تم الموافقة على الاستفتاء الذي يمنع الموظفين من الاستثمار في الملاذات الضريبية بنسبة 55.12%. |
| 20 فبراير | جمهورية مرتفعات قرة باغ | استفتاء دستوري           | الشعب مدعو للاستفتاء حول الدستور الجديد الذي اقترحه الرئيس باكو ساكيان. منذ استقلالها من طرف واحد عن أذربيجان في 1991، لم يتم الاعتراف بجمهورية مرتفعات قرة باغ من المجتمع الدولي.                                  | تم الموافقة على الدستور الجديد بنسبة 87.59%. |

### مارس
| التاريخ     | الدولة                    | الانتخابات      | الملاحظات | النتائج |
| ----------- | ------------------------- | --------------- | --- | --- |
| 2 مارس      | أيرلندا الشمالية          | تشريعية         | انتخابات مبكرة. أيرلندا الشمالية هي إحدى الدول ذات الحكم الذاتي المكونة للمملكة المتحدة. عملا باتفاق الجمعة العظيمة، أكبر حزب مع الوحدة وأكبر حزب مع الانفصال يجب أن يحكما معا، بالرغم من الاختلافات الكبيرة بينهما. | الحزب الاتحادي الديمقراطي تحصل على 28.1% من الأصوات أي 28 مقعد من جملة 90 مقعد في جمعية أيرلندا الشمالية، يليه مباشرة حزب شين فين الذي تحصل على 27.9% أي 27 مقعدا في المجلس، ثم جاء الحزب الاشتراكي العمالي الذي تحصل على 11.9% أي 12 مقعدا، ثم حزب ألستر الوحدوي الذي تحصل على 12.9% أي 10 مقاعد، بينما توزعت المقاعد ال12 المتبقية على أربعة أحزاب أخرى. |
| 7 مارس      | ولايات ميكرونيسيا المتحدة | رئاسية واستفتاء | لا يوجد أحزاب سياسية في ولايات ميكرونيسيا المتحدة. كل المترشحين إذا يتقدمون كمستقلين. الشعب مدعو لاستفتاء حول السماح بتواجد الجنسية المزدوجة في البلاد.                                                              | ثمانية من بين العشرة نواب المنتهية ولايتهم أعيد انتخابهم. بالنسبة للاستفتاء، فقد باء بالفشل. قبله في المجمل 71% من المصوتين، لكنه لم يستطع أن يتحصل على 75% من الموافقين في ثلاثة ولايات على الأقل من جملة أربعة. |
| 12 و26 مارس | أبخازيا                   | تشريعية         | منذ استقلالها من طرف واحد عن جورجيا في 1992، لا يعترف بأبخازيا من قبل المجتمع الدولي، ماعدا روسيا وعدد قليل من الدول.                                                                                                | تحصل حزب منتدى الوحدة الوطنية لجورجيا الحاكم على ثلاثة مقاعد، بينما تحصل حزب أينار المعارض على مقعد واحد، وذهبت بقية المقاعد ال30 إلى مستقلين. اعتبرت جورجيا هذه الانتخابات غير شرعية وغير قانونية. |
| 13 مارس     | المجر                     | رئاسية          | انتخابات غير مباشرة (من قبل الجمعية الوطنية). | فاز يانوش أدير (مستقل، يسانده فيدس – الاتحاد المدني المجري وحزب الشعب الديمقراطي المسيحي) بولاية ثانية بعد تحصله في الدورة الثانية على 131 صوت من جملة 170 مصوت (إجمالي النواب هو 199، يوجد إذا 29 ممتنع) وهو ما يمثل 77% من الأصوات، وذلك أمام لازلو ماجتنيي (مستقل، يسانده الحزب الاشتراكي المجري وحزب الحوار من أجل المجر والتحالف الديمقراطي) الذي تحصل على 39 صوت في الدورة الثانية ما يمثل 22.9% من الأصوات.                                                                      |
| 15 مارس     | هولندا                    | تشريعية         | | حزب الشعب من أجل الحرية والديمقراطية تحصل على 21.3% من الأصوات أي 33 مقعد من جملة 150 مقعد في مجلس النواب، يليه حزب من أجل الحرية الذي تحصل على 13.1% من الأصوات أي 20 مقعد، ثم حزب النداء الديمقراطي المسيحي الذي تحصل على 12.4% من الأصوات أي 19 مقعد، ثم حزب الديمقراطيون 66 الذي تحصل على 12.2% من الأصوات أي 19 مقعد، بينما تحصل كل من حزب اليسار الأخضر والحزب الاشتراكي على 9.1% من الأصوات لكل منهما وهو ما يساوي 14 مقعدا لكل منهما. توزعت بقية المقاعد ال31 على 7 أحزاب أخرى. |
| 20 مارس     | تيمور الشرقية             | رئاسية          | | فاز فرانسيسكو غوتيريس (الجبهة الثورية لتيمور الشرقية مستقلة) بالرئاسة بنسبة 57.1% من الأصوات، وذلك أمام أنطونيو دا كونسيساو (الحزب الديمقراطي) الذي تحصل على 32.5% من الأصوات، بينما توزعت بقية الأصوات على 6 مرشحين آخرين. |
| 26 مارس     | بلغاريا                   | تشريعية         | انتخابات مبكرة بعد استقالة رئيس الوزراء الذي ينتمي ليمين الوسط بويكو بوريسوف، وذلك إثر فوز مرشح المعارضة الاشتراكية رومن راديف بالرئاسة، وعدم التوصل لتكوين ائتلاف جديد.                                             | تحصل حزب مواطنون من أجل التنمية الأوروبية لبلغاريا على 32.65% من الأصوات أي 95 مقعد من جملة 240 مقعد في الجمعية الوطنية، يليه الحزب الاشتراكي البلغاري الذي تحصل على 27.2% من الأصوات أي 80 مقعدا في المجلس، وجاء ثالثا حزب الوطنيون المتحدون الذي تحصل على 9.07% من الأصوات أي 27 مقعدا، ثم حزب حركة الحقوق والحريات الذي تحصل على 8.99% من الأصوات أي 26 مقعدا، وأخيرا جاء حزب فوليا الذي تحصل على 4.15% من الأصوات أي 12 مقعدا.                                                      |
| 26 مارس     | هونغ كونغ                 | الرئيس التنفيذي | انتخابات غير مباشرة من قبل المجمع الانتخابي. هونغ كونغ هي منطقة إدارية خاصة في الصين. | فازت كاري لام (مستقلة) بمنصب الرئاسة التنفيذية بعد تحصلها على 777 صوت من جملة 163 1 أي 66.81% من الأصوات، وذلك أمام جون تسانغ الذي تحصل على 365 صوت أي 31.38% من الأصوات، وجاء أخيرا وو كوك-هينج الذي تحصل على 21 صوت أي 1.81% من الأصوات. |
| 26 مارس     | سارلاند                   | جهوية           | ولاية ألمانية. | تحصل الاتحاد الديمقراطي المسيحي على 40.7% من الأصوات أي 24 مقعدا من جملة 51 مقعد في لاندتاغ سارلاند، يليه الحزب الديمقراطي الاجتماعي الألماني الذي تحصل على 29.6% من الأصوات أي 17 مقعدا، ثم جاء ثالثا الحزب اليساري الألماني الذي تحصل على 12.9% من الأصوات أي 7 مقاعد، وجاء أخيرا البديل من أجل ألمانيا الذي تحصل على 6.2% من الأصوات أي 3 مقاعد. |

### أبريل
| التاريخ  | الدولة           | الانتخابات      | الملاحظات | النتائج |
| -------- | ---------------- | --------------- | --- | --- |
| 2 أبريل  | أرمينيا          | تشريعية         | | حزب أرمينيا الجمهوري يتحصل على 49.17% من الأصوات أي 58 مقعدا من جملة 105 في الجمعية الوطنية، يليه حزب أرمينيا مزدهرة ب27.35% من الأصوات أي 31 مقعدا، ثم تحالف الخروج ب7.78% من الأصوات أي 9 مقاعد، وأخيرا حزب الطاشناق الذي تحصل على 6.58% من الأصوات أي 7 مقاعد. |
| 2 أبريل  | الإكوادور        | رئاسية          | الدورة الثانية. | تحصل لينين مورينو (عن اليانزا باييس) على 51.16% من الأصوات وأصبح بذلك رئيسا للبلاد، وذلك أمام غييرمو لاسو (عن خلق الفرص) الذي تحصل على 48.84% من الأصوات. |
| 2 أبريل  | صربيا            | رئاسية          | | أليكساندر فوشيتش (عن الحزب التقدمي الصربي) فاز بالرئاسة بعد تحصله على 55.06% من الأصوات، يليه ساسا يانكوفيتش (مستقل) ب16.35% من الأصوات، بينما توزعت بقية الأصوات على 9 مرشحين آخرين. |
| 6 أبريل  | غامبيا           | تشريعية         | | تحصل الحزب الديمقراطي المتحد على 37.47% من الأصوات أي 31 مقعدا من جملة 53 مقعدا في الجمعية الوطنية، وذهبت بقية الأصوات ل5 أحزاب أخرى، وذهب المقعد الأخير لمستقل. |
| 9 أبريل  | أوسيتيا الجنوبية | رئاسية واستفتاء | منذ استقلالها من طرف واحد عن جورجيا في 1992، لا يعترف بأوسيتيا الجنوبية من قبل المجتمع الدولي، ماعدا روسيا وعدد قليل من الدول. | فاز أناتولي بيبيلوف (أوسيتيا المتحدة) بالرئاسة بعد تحصله على 54.80% من الأصوات، وذلك أمام الرئيس المنتهية ولايته ليونيد تيبيلوف (مستقل) الذي تحصل على 33.71% من الأصوات، بينما ذهبت بقية الأصوات ال10.17% إلى المترشح ألان غاغلوييف. |
| 16 أبريل | تركيا            | استفتاء         | الشعب مدعو لاستفتاء حول دستور جديد الذي يحول نظام الحكم من برلماني إلى رئاسي.                                                  | تم الموافقة على التعديلات الدستورية بنسبة 51.41% من الأصوات، بينما رفضها 48.59% من المصوتين. بلغت نسبة المشاركة 85.43%. |
| 23 أبريل | فرنسا            | رئاسية          | الدورة الأولى. | في الدورة الأولى من الانتخابات الرئاسية، انتقل للدورة الثانية كل من إيمانويل ماكرون (إلى الأمام!) بعد تحصله على 24.01% من الأصوات، ومارين لوبان (الجبهة الوطنية) بعد تحصلها على 21.3% من الأصوات. بقية الأصوات توزعت على فرانسوا فيون (الجمهوريون) ب20.01%، جان لوك ميلونشون (فرنسا الأبية) ب19.58%، وبونوا أمون (الحزب الاشتراكي) ب6.36%. وذهبت بقية الأصوات إلى 6 مرشحين آخرين. |

### مايو
| التاريخ | الدولة               | الانتخابات | الملاحظات | النتائج |
| ------- | -------------------- | ---------- | --- | --- |
| 4 مايو  | الجزائر              | تشريعية    | | تحصلت جبهة التحرير الوطني الجزائرية على 25.99% من الأصوات أي 164 مقعد من جملة 462 في المجلس الشعبي الوطني، يليه التجمع الوطني الديمقراطي ب14.91% من الأصوات أي 100 مقعد، يليهم ثالثا تحالف حركة مجتمع السلم وجبهة التغيير ب6.09% من الأصوات أي 33 مقعد. توزعت بقية المقاعد ال137 على 56 حزبا آخرا، بينما ذهب 28 مقعدا لمستقلين. شهدت الانتخابات نسبة مشاركة ضعيفة ب35.37%. تم عيين عبد المجيد تبون رئيسا للوزراء عوضا عن عبد المالك سلال. |
| 6 مايو  | نييوي                | تشريعية    | لا يوجد أحزاب سياسية في نييوي. كل المترشحين يتقدمون إذا كمستقلين. | أغلب النواب المنتهية ولايتهم أعيد انتخابهم. السير توك تالاجي بقي رئيسا للوزراء، وسيبدأ ولاية رابعة لثلاث سنوات. |
| 7 مايو  | فرنسا                | رئاسية     | الدورة الثانية. | إيمانويل ماكرون (إلى الأمام!) يفوز بالرئاسة ويتحصل على 66.1% من الأصوات، بينما تحصلت مارين لوبان (الجبهة الوطنية) على 33.9% من الأصوات. |
| 7 مايو  | شلسفيغ هولشتاين      | جهوية      | ولاية ألمانية. | الاتحاد الديمقراطي المسيحي تحصل على 25 مقعد من جملة 73 في لاندتاغ شليسفيغ هولشتاين، يليه الحزب الديمقراطي الاجتماعي الألماني ب21 مقعدا، ثم حزب الخضر الألماني ب10 مقاعد، يليه الحزب الديمقراطي الحر ب9 مقاعد، وأخيرا البديل من أجل ألمانيا ب5 مقاعد. |
| 9 مايو  | كوريا الجنوبية       | رئاسية     | باك غن هي تم إقالتها في 10 مارس إثر فضيحة فساد سياسي. الانتخابات التي كان من المقرر عقدها في 20 ديسمبر، تم تقديمها لتنظم في الستين يوما الموالية لفراغ منصب الرئاسة، وذلك عملا بالفصل 68 من الدستور. | مون جاي إن (الحزب الديمقراطى الكوري) يفوز بالرئاسة بعد تحصله على 41.08% من الأصوات، يليه هونغ جون بيو (حزب كوريا الحرية) الذي تحصل على 24.03% من الأصوات، وجاء ثالثا أهن تشيول سو (حزب الشعب) ب21.41%، بينما ذهبت بقية الأصوات لمرشحين إثنين آخرين. |
| 9 مايو  | كولومبيا البريطانية  | جهوية      | محافظة كندية. | تحصل الحزب الليبرالي على 40.36% من الأصوات أي 43 مقعدا من جملة 87 مقعدا في الجمعية التشريعية لكولومبيا البريطانية، تلاه الحزب الديمقراطي الذي تحصل على 40.28% من الأصوات أي 41 مقعدا، بينما ذهبت المقاعد ال3 المتبقية للحزب الأخضر. |
| 10 مايو | جزر البهاما          | تشريعية    | | تحصلت الحركة الوطنية الحرة على 56.99% من الأصوات أي 35 مقعدا من جملة 39 في برلمان الباهاماس، وذهبت المقاعد ال4 المتبقية إلى الحزب الليبرالي التقدمي الذي تحصل على 36.94% من الأصوات. |
| 14 مايو | شمال الراين-وستفاليا | جهوية      | ولاية ألمانية. | فاز الاتحاد الديمقراطي المسيحي ب33% من الأصوات أي 72 مقعدا من جملة 199 مقعدا في لاندتاغ شمال الراين-وستفاليا، تلاه الحزب الديمقراطي الاجتماعي الألماني الذي تحصل على 31.2% من الأصوات أي 69 مقعدا، وجاء ثالثا الحزب الديمقراطي الحر الذي تحصل على 12.6% من الأصوات أي 28 مقعدا، ثم البديل من أجل ألمانيا الذي تحصل على 7.4% من الأصوات أي 16 مقعدا، وأخيرا حزب الخضر الألماني الذي تحصل على 6.4% من الأصوات أي 14 مقعدا.                  |
| 19 مايو | إيران                | رئاسية     | فقط المرشحين الذين يوافق عليهم مجلس صيانة الدستور (المتكون أساسا من رجال الدين) هم من يتقدمون للانتخابات.                                                                                            | فاز الرئيس المنتهية ولايته حسن روحاني (حزب الاعتدال والتنمية) بالرئاسة بعد تحصله على 57.14% من الأصوات، وذلك أمام منافسه إبراهيم رئيسي (جمعية علماء الدين المجاهدين) الذي تحصل على 38.28% من الأصوات. ذهبت بقية الأصوات لمرشحين آخرين. |
| 21 مايو | سويسرا               | استفتاء    | استفتاء حول قانون الطاقة الاتحادي. | كانت نتائج الاستفتاء كالآتي: - تم الموافقة على الاستفتاء الاختياري على القانون الاتحادي في مجال الطاقة بنسبة 58.2%. |
| 24 مايو | جزر كايمان           | تشريعية    | إقليم ذو حكم ذاتي تابع للمملكة المتحدة. | تحصلت الحركة الشعبية التقدمية على 31.23% من الأصوات أي 7 مقاعد من جملة 19 مقعد في الجمعية التشريعية لجزر كايمان، وجاء ثانيا حزب كايمان الديمقراطي ب24.08% من الأصوات أي 3 مقاعد، بينما ذهبت 9 مقاعد لمستقلين الذين تحصلوا في المجمل على 44.69% من الأصوات. |

### يونيو
| التاريخ  | الدولة          | الانتخابات               | الملاحظات | النتائج |
| -------- | --------------- | ------------------------ | --- | --- |
| 3 يونيو  | ليسوتو          | تشريعية                  | انتخابات مبكرة بعد حجب الثقة عن حكومة رئيس الوزراء باكبليتا موسيسيلي. | حزب كل اتفاقية باسوثو يتحصل على 40.52% من الأصوات أي 48 مقعدا من جملة 120 مقعدا في الجمعية الوطنية، يليه الكونغرس الديمقراطي الذي تحصل على 25.82% من الأصوات أي 30 مقعدا، وتوزعت بقية المقاعد ال39 على 10 أحزاب أخرى، بينما بقيت 3 مقاعد شاغرة. |
| 3 يونيو  | مالطا           | تشريعية                  | انتخابات مبكرة. رئيس الوزراء جوزيف موسكات قرر تقديم هذه الانتخابات التي كان من المقرر تنظيمها في 2018، وذلك بعد فضيحة مالية تمس زوجته وكشفت في وثائق بنما. | تحصل حزب العمل على 55.04% من الأصوات أي 37 مقعدا من جملة 67 مقعدا في برلمان مالطا، وذهبت بقية المقاعد ال30 إلى حزب قوة وطنية بعد تحصله على 43.68% من الأصوات. |
| 8 يونيو  | المملكة المتحدة | تشريعية                  | انتخابات مبكرة. رئيسة الوزراء تيريزا ماي قررت تنظيم هذه الانتخابات قبل موعدها العادي في 2020، وذلك لتحقيق أغلبية مطلقة مريحة لحزبها في إطار البريكست. | خسر حزب المحافظين أغلبيته المطلقة ولكنه حافظ على مركزه الأول بعد تحصله على 42.3% من الأصوات أي 317 مقعدا من جملة 650 في مجلس العموم، وجاء ثانيا حزب العمال بعد تحصله على 40% من الأصوات أي 262 مقعدا. جاء ثالثا الحزب القومي الاسكتلندي ب3% أي 35 مقعدا، ثم الديمقراطيون الليبراليون ب7.4% من الأصوات أي 12 مقعدا، ثم الحزب الديمقراطى الاتحادي ب 0.9% من الأصوات أي 10 مقاعد، و7 مقاعد لحزب شين فين، و4 مقاعد لحزب ويلز، ومقعد واحد للحزب الأخضر لإنجلترا وويلز، وذهب مقعد آخر لرئيس مجلس العموم جون بيركو، والمقعد الأخير للمستقلة سيلفيا هيرمون. |
| 11 يونيو | فرنسا           | تشريعية                  | الدورة الأولى. | لم يتم انتخاب سوى 4 نواب من جملة 577 مباشرة من الدورة الأولى بعد تحصلهم على أكثر من 50% من الأصوات. تحصل حزب الرئيس الجديد الجمهورية إلى الأمام! على 28.21% من الأصوات، وجاء ثانيا حزب الجمهوريون ب15.77% من الأصوات، ثم الجبهة الوطنية ب13.2%، ورابعا فرنسا الأبية ب11.02%، ثم خامسا الحزب الاشتراكي ب7.44%. توزعت بقية الأصوات على أحزاب وقوائم أخرى. |
| 11 يونيو | بورتوريكو       | استفتاء على تقرير المصير | خامس استفتاء حول وضعية بورتوريكو. الشعب مدعو للاختيار بين الإبقاء عن الوضع الحالي، أو أن تصبح البلاد ولاية أمريكية، أو الارتباط الحر/الاستقلال. اذا اختارت أغلبية المصوتين الاختيار المزدوج الثالث، فإن استفتاء ثاني سينظم في 8 أكتوبر للاختيار بين الاقتراحين. بغض النظر عن النتيجة، الاستفتاء لا يزال غير ملزم. | نسبة مشاركة ضعيفة جدا ب22.99% إثر الدعوة لمقاطعة الاستفتاء من قبل العديد من الأحزاب. اقتراح أن تصبح بورتوريكو ولاية أمريكية فاز بنسبة 97.18%. اقتراح الارتباط الحر/الاستقلال تحصل على 1.5%، وأخيرا اقتراح الإبقاء على الوضع الحالي تحصل على 1.32% من الأصوات. |
| 11 يونيو | كوسوفو          | تشريعية                  | انتخابات مبكرة بعد حجب الثقة عن حكومة رئيس الوزراء عيسى مصطفى. | تحالف بانا (حزب الاتحاد الديموقراطي الكوسوفي والتحالف من أجل مستقبل كوسوفو ومبادرة لكوسوفو) تحصل على 33.74% من الأصوات أي 39 مقعدا من جملة 120 مقعدا في مجلس كوسوفو، تلاه حزب تقرير المصير ب27.49% من الأصوات أي 32 مقعدا، وجاء ثالثا تحالف الرابطة الديمقراطية لكوسوفو والتحالف من أجل كوسوفو الجديدة والبديل بتحصلهم على 25.53% من الأصوات أي 29 مقعدا، ثم رابعا قائمة الصرب ب6.12% من الأصوات أي 9 مقاعد، بينما توزعت بقية المقاعد ال11 على تسعة أحزاب أخرى.                                                                                     |
| 18 يونيو | فرنسا           | تشريعية                  | الدورة الثانية. | تحصلت حركة الجمهورية إلى الأمام! على 43.06% من الأصوات أي 308 مقعد من جملة 577 مقعدا في الجمعية الوطنية الفرنسية، تلاها حزب الجمهوريون ب22.23% من الأصوات أي 112 مقعدا، ثم الحركة الديمقراطية ب6.06% من الأصوات أي 42 مقعدا، ورابعا الحزب الاشتراكي ب5.68% من الأصوات أي 30 مقعدا، تلاه اتحاد الديمقراطيين والمستقلين ب3.04% من الأصوات أي 18 مقعدا، وحل سادسا حزب فرنسا الأبية ب4.86% من الأصوات أي 17 مقعدا، وتوزعت بقية المقاعد ال50 على 10 أحزاب أخرى.                                                                                          |
| 25 يونيو | ألبانيا         | تشريعية                  | | تحصل الحزب الإشتراكي على 48.34% من الأصوات أي 74 مقعدا من جملة 140 في برلمان ألبانيا، وجاء ثانيا الحزب الديمقراطى الألباني ب28.85% من الأصوات أي 43 مقعدا، ثم الحركة الاشتراكية من أجل الإندماج ب14.28% من الأصوات أي 19 مقعدا، بينما ذهبت 3 مقاعد إلى حزب العدالة والاندماج والوحدة والمقعد الأخير إلى الحزب الاشتراكي الديمقراطي في ألبانيا. |
| 26 يونيو | منغوليا         | رئاسية                   | الدورة الأولى. | انتقل للدورة الثانية كل من خالتماجيين باتولغا (الحزب الديمقراطي) بعد تحصله على 38.64% من الأصوات ومييغومبين إنكبولد (حزب الشعب المنغولي) بتحصله على 30.75% من الأصوات، بينما ذهبت بقيت الأصوات إلى سينكوجين غانباتار (الحزب الثوري الشعبي المنغولي) الذي تحصل على 30.61% من الأصوات. |

### يوليو
| التاريخ               | الدولة                  | الانتخابات  | الملاحظات | النتائج |
| --------------------- | ----------------------- | ----------- | --- | ------- |
| 7 يوليو               | منغوليا                 | رئاسية      | الدورة الثانية. |         |
| بين 24 يونيو و8 يوليو | بابوا غينيا الجديدة     | تشريعية     | |         |
| 16 يوليو              | فنزويلا                 | استفتاء     | هذا الاستفتاء، الغير الرسمي، نظم من قبل المعارضة حول تنظيم انتخابات المجلس التأسيسي في آخر الشهر وذلك في إطار الاحتجاجات الفنزويلية. |         |
| 17 يوليو              | الهند                   | رئاسية      | انتخابات غير مباشرة من قبل المجمع الانتخابي. |         |
| 18 يوليو              | برمودا                  | تشريعية     | إقليم ذو حكم ذاتي تابع للمملكة المتحدة. |         |
| 19 يوليو              | جمهورية مرتفعات قرة باغ | رئاسية      | منذ استقلالها من جانب واحد من أذربيجان في 1991، لم يعترف بجمهورية مرتفعات قرة باغ من قبل المجتمع الدولي. بعد استفتاء فبراير، تم عقد الانتخابات استثنائيا بشكل غير مباشر من قبل البرلمان. |         |
| 22 يوليو              | تيمور الشرقية           | تشريعية     | |         |
| 26 يوليو              | سانت هيلانة             | تشريعية     | إقليم ذو حكم ذاتي تابع للمملكة المتحدة. |         |
| 16 و30 يوليو          | جمهورية الكونغو         | تشريعية     | الوضع الأمني في إقليم بول تسفر عن إلغاء الانتخابات في 9 دوائر انتخابية من جملة 151. |         |
| 30 يوليو              | السنغال                 | تشريعية     | |         |
| 30 يوليو              | فنزويلا                 | مجلس تأسيسي | انتخاب مجلس تأسيسي الذي يجب عليه أن يتعايش مع الجمعية الوطنية التي انتخبت في 2015. ثلثي أعضاء المجلس التأسيسي يتم انتخابهم بنظام الاقتراع الغير المباشر، والثلث المتبقي ينتخب من قبل مجموعات اجتماعية (نقابات، متقاعدين، طلبة...) موزعين حسب الحصص. المعارضة نادت بمقاطعة الانتخابات. الحملة الانتخابات كانت في إطار احتجاجات كبيرة. |         |

### أغسطس
| التاريخ  | الدولة    | الانتخابات      | الملاحظات | النتائج |
| -------- | --------- | --------------- | --------- | ------- |
| 4 أغسطس  | رواندا    | رئاسية          |           |         |
| 5 أغسطس  | موريتانيا | استفتاء دستوري  |           |         |
| 8 أغسطس  | كينيا     | تشريعية ورئاسية |           |         |
| 23 أغسطس | أنغولا    | تشريعية         |           |         |
| 26 أغسطس | سنغافورة  | رئاسية          |           |         |

### سبتمبر
| التاريخ   | الدولة                  | الانتخابات            | الملاحظات                                                                                               | النتائج |
| --------- | ----------------------- | --------------------- | --- | ------- |
| 11 سبتمبر | النرويج                 | تشريعية               | |         |
| 17 سبتمبر | ماكاو                   | تشريعية               | ماكاو هي منطقة إدارية خاصة في الصين.                                                                    |         |
| 22 سبتمبر | أروبا                   | تشريعية               | إقليم ذو حكم ذاتي تابع لمملكة هولندا.                                                                   |         |
| 23 سبتمبر | نيوزيلندا               | تشريعية               | |         |
| 24 سبتمبر | فرنسا                   | مجلس الشيوخ           | |         |
| 24 سبتمبر | ألمانيا                 | تشريعية               | |         |
| 24 سبتمبر | سويسرا                  | استفتاء               | |         |
| 25 سبتمبر | كردستان العراق          | استفتاء لتقرير المصير | |         |
| سبتمبر    | جمهورية مرتفعات قرة باغ | رئاسية                | منذ استقلالها من طرف واحد عن أذربيجان في 1991، لا يعترف بجمهورية مرتفعات قرة باغ من قبل المجتمع الدولي. |         |

### أكتوبر
| التاريخ   | الدولة         | الانتخابات           | الملاحظات                                            | النتائج |
| --------- | -------------- | -------------------- | ---------------------------------------------------- | ------- |
| 1 أكتوبر  | كتالونيا       | استفتاء تقرير المصير |                                                      |         |
| 10 أكتوبر | ليبيريا        | تشريعية ورئاسية      |                                                      |         |
| 15 أكتوبر | النمسا         | تشريعية              | انتخابات مبكرة.                                      |         |
| 20 أكتوبر | جمهورية التشيك | تشريعية              |                                                      |         |
| 29 أكتوبر | الأرجنتين      | تشريعية              | تجديد نصف أعضاء مجلس النواب، وثلث أعضاء مجلس الشيوخ. |         |

### نوفمبر
| التاريخ   | الدولة      | الانتخابات      | الملاحظات | النتائج |
| --------- | ----------- | --------------- | --- | ------- |
| 19 نوفمبر | قرغيزستان   | رئاسية          | |         |
| 19 نوفمبر | تشيلي       | تشريعية ورئاسية | تجديد كل مجلس النواب، ونصف أعضاء مجلس الشيوخ.                                                                   |         |
| 26 نوفمبر | هندوراس     | تشريعية ورئاسية | |         |
| نوفمبر    | جزر فوكلاند | تشريعية         | إقليم ذو حكم ذاتي تابع للمملكة المتحدة. لا يوجد أحزاب سياسية في جزر فوكلاند. كل المترشحين يتقدمون إذا كمستقلين. |         |

### ديسمبر
| التاريخ   | الدولة     | الانتخابات      | الملاحظات                                                                                 | النتائج |
| --------- | ---------- | --------------- | ----------------------------------------------------------------------------------------- | ------- |
| 13 ديسمبر | صوماليلاند | تشريعية ورئاسية | منذ استقلالها من طرف واحد عن الصومال في 1991، لا يعترف بصوماليلاند من قبل المجتمع الدولي. |         |
| 17 ديسمبر | تونس       | بلدية وجهوية    |                                                                                           |         |
| ديسمبر    | سلوفينيا   | رئاسية          |                                                                                           |         |
| ديسمبر    | برمودا     | تشريعية         | إقليم ذو حكم ذاتي تابع للمملكة المتحدة.                                                   |         |

## غير محددة
| الدولة    | الانتخابات | الملاحظات |
| --------- | ---------- | --- |
| أفغانستان | تشريعية    | تم تأجيلها منذ 2015.                                                                                             |
| لبنان     | تشريعية    | كان من المقرر القيام بها في 2014. أجلها البرلمان لشهر نوفمبر من نفس السنة بسبب الأزمة السياسية التي ضربت البلاد. |
| تايلاند   | تشريعية    | البرلمان المنتخب في 2014 تم حله إثر الانقلاب العسكري في مايو 2014، وعوض بمجلس معين من قبل المجلس العسكري.        |

## مقالات ذات صلة
- انتخابات
- اقتراع على دورتين
- استفتاء عام